# Episodi de Le onde del passato
La prima stagione della serie televisiva Le onde del passato, composta da 12 episodi, è stata trasmessa in prima visione su Canale 5 dal 19 febbraio al 21 marzo 2025 in sei prime serate.
| nº | Titolo       | Titolo          | Prima TV         |
| nº | In streaming | In chiaro       | Prima TV         |
| -- | ------------ | --------------- | ---------------- |
| 1  | Episodio 1   | Prima puntata   | 19 febbraio 2025 |
| 2  | Episodio 2   | Prima puntata   | 19 febbraio 2025 |
| 3  | Episodio 3   | Seconda puntata | 21 febbraio 2025 |
| 4  | Episodio 4   | Seconda puntata | 21 febbraio 2025 |
| 5  | Episodio 5   | Terza puntata   | 28 febbraio 2025 |
| 6  | Episodio 6   | Terza puntata   | 28 febbraio 2025 |
| 7  | Episodio 7   | Quarta puntata  | 7 marzo 2025     |
| 8  | Episodio 8   | Quarta puntata  | 7 marzo 2025     |
| 9  | Episodio 9   | Quinta puntata  | 14 marzo 2025    |
| 10 | Episodio 10  | Quinta puntata  | 14 marzo 2025    |
| 11 | Episodio 11  | Sesta puntata   | 21 marzo 2025    |
| 12 | Episodio 12  | Sesta puntata   | 21 marzo 2025    |

## Prima puntata

### Episodio 1
- Diretto da: Giulio Manfredonia
- Soggetto di: Eleonora Fiorini, Giorgio Glaviano e Davide Sala
- Scritto da: Eleonora Fiorini e Davide Sala

#### Trama
Il commissario Luca Bonnard inizia ad indagare sulla scomparsa dell'avvocato Marco Zan scoprendo che stava facendo delle ricerche sul b&b "Le Sirene" di Tamara Valente, imprenditrice alternativa dell'isola d'Elba. Effettivamente la donna ha sequestrato il legale con l'intento di vendicarsi per una vecchia vicenda che riguarda lei e l'amica Anna Reali, pilota d'aerei che è ritornata per qualche giorno sull'isola. Per fatalità l'uomo viene ritrovato morto dalle due donne, che decidono di disfarsi del cadavere gettandolo da una scogliera.
- Ascolti: telespettatori 2 756 000 – share 16,10%[4].

### Episodio 2
- Diretto da: Giulio Manfredonia
- Soggetto di: Eleonora Fiorini, Giorgio Glaviano e Davide Sala
- Scritto da: Eleonora Fiorini e Davide Sala

#### Trama
Il commissario risale a un capannone di un'azienda agricola dove è stata tenuta sequestrata la vittima e trova una pistola nascosta in una cassaforte del b&b della Valente che viene posta in stato d'arresto pur negando il proprio coinvolgimento. Anna è convinta che l'amica sia stata incastrata e decide di portare avanti il suo b&b chiedendo a Paolo Marra, un avvocato ospite della struttura, di difenderla. Nel frattempo cerca di scoprire la verità per conto suo finendo per essere colpita alla testa da uno sconosciuto alle miniere dove aveva appena trovato un archivio che prova i fatti del 2004.
- Ascolti: telespettatori 2 756 000 – share 16,10%[4].

## Seconda puntata

### Episodio 3
- Diretto da: Giulio Manfredonia
- Soggetto: Eleonora Fiorini, Giorgio Glaviano e Davide Sala
- Scritto da: Eleonora Fiorini e Giorgio Glaviano

#### Trama
Anna al risveglio tenta di fuggire e cade venendo soccorsa da Bonnard che aveva localizzato il suo cellullare: il poliziotto le dice di aver capito che lei era già stata sull'isola vent'anni prima. La donna infatti nasconde di aver partecipato insieme a Tamara a una festa sulla barca di Zan dove hanno subito una violenza. Anna capisce che quel giorno era presente anche Giovanni, il figlio di Anita, la maestra di yoga nella struttura di Tamara, e cerca di avere risposte da lui ma il ragazzo si suicida alle miniere. Bonnard al suo arrivo sceglie di evitare ulteriori problemi ad Anna.
- Ascolti: telespettatori 2 412 000 – share 14,80%[5].

### Episodio 4
- Diretto da: Giulio Manfredonia
- Soggetto di: Eleonora Fiorini, Giorgio Glaviano e Davide Sala
- Scritto da: Eleonora Fiorini e Giorgio Glaviano

#### Trama
Anna salva la vita al commissario in mare durante un'escursione nei dintorni dello yacht fatto affondare ai tempi. Dai rilievi effettuati sul relitto emergono nuovi particolari e Anna decide di raccontare a Bonnard di essere stata violentata sulla nave da tre uomini mascherati; secondo lei Tamara è stata incastrata con la pistola messa nella cassaforte del b&b da Giovanni che però non sarebbe morto suicida. Tamara era rimasta incinta e aveva deciso comunque di far nascere Mia; la donna confessa di aver sequestrato Zan per vendicarsi ma nega nuovamente di averlo  ucciso. Inoltre viene accertato come Zan abbia fatto il test del dna scoprendo però di non essere il padre della ragazza. Anna spiega a Mia come siano andate le cose dato che la notizia è uscita sui giornali. Una sera il commissario e Anna finiscono per fare l'amore.
- Ascolti: telespettatori 2 412 000 – share 14,80%[5].

## Terza puntata

### Episodio 5
- Diretto da: Giulio Manfredonia
- Soggetto e sceneggiatura di: Eleonora Fiorini, Giorgio Glaviano e Davide Sala

#### Trama
Anna al risveglio a casa del commissario nota una foto della donna che lei e Tamara hanno ucciso sulla barca la sera dello stupro e il cui corpo non è mai stato ritrovato: si tratta di Michela, la moglie di Bonnard, di cui lui ha perso le tracce proprio nel 2004. Nel frattempo Tamara viene percossa in carcere e deve essere operata al cuore a Livorno, per cui Anna si offre di pilotare l'elicottero dei soccorsi data l'assenza dell'unico pilota in servizio. Bonnard intanto nella borsa di Anna trova una collana che era di sua moglie e capisce che lo scheletro intravisto durante la sua immersione era proprio di Michela. Anna, messa all'angolo, racconta al commissario che era stata proprio Michela ad adescarle sulla barca di Zan e che l'ha colpita per poter scappare con Tamara ma non aveva l'intenzione di ucciderla; Bonnard è scosso ma decide di soprassedere. Anna intanto riceve un messaggio vocale anonimo in cui viene minacciata per le ricerche che sta conducendo.
- Ascolti: telespettatori 2 253 000 – share 13,70%[6].

### Episodio 6
- Diretto da: Giulio Manfredonia
- Soggetto e sceneggiatura di: Eleonora Fiorini, Giorgio Glaviano e Davide Sala

#### Trama
Anna sospetta del coinvolgimento di Gaetano Di Lentini, un generale in posizione ospite del b&b, e inizia a pedinarlo ma l'uomo, quando se ne accorge, le spiega che la sua pista è sbagliata e che lui sta pensando al problema del figlio. Bonnard intanto indaga sulla provenienza della collana della moglie e, minacciando Caruso, il responsabile della scientifica, scopre che è stato lui a regalarla a Michela e a far sparire lo scheletro dal relitto su richiesta di terzi che gli avevano fatto avere il posto di lavoro. Anna nel frattempo scopre che è coinvolto Giuseppe Puccini, ex poliziotto e padre del viceispettore Beatrice, ma questo, dopo essere stato smascherato, cerca di aggredirla. Interviene però Mia, la figlia di Tamara, che colpisce l'ex poliziotto alla testa mentre Bonnard sta arrivando al porto.
- Ascolti: telespettatori 2 253 000 – share 13,70%[6].

## Quarta puntata

### Episodio 7
- Diretto da: Giulio Manfredonia
- Soggetto e sceneggiatura di: Eleonora Fiorini e Giorgio Glaviano

#### Trama
Anna decide di proteggere Mia dopo averla portata via dal porto. Bonnard, dopo aver trovato il cadavere dell'ex poliziotto, inizia ad indagare sull'omicidio e si convince che sia coinvolta Anna, di cui ormai è innamorato. A casa di Puccini vengono ritrovati molti soldi e il commissario fa capire prima alla figlia Beatrice e poi al PM Maffei che l'ex poliziotto è coinvolto nel caso Zan. Le telecamere di sorveglianza del porto sono state manomesse e il generale Di Lentini fa capire ad Anna di averla aiutata. Silvia, la cognata di Bonnard, viene a sapere che Anna ha litigato con Giuseppe prima della sua morte e così avvisa Beatrice mettendola al corrente della frequentazione tra la donna e il commissario. La poliziotta si precipita a casa di Anna la quale si prende la colpa dell'omicidio.
- Ascolti: telespettatori 2 270 000 – share 13,50%[7].

### Episodio 8
- Diretto da: Giulio Manfredonia
- Soggetto e sceneggiatura di: Eleonora Fiorini e Giorgio Glaviano

#### Trama
Anna, durante l'interrogatorio, racconta di aver ucciso Giuseppe per difendersi dato che lo aveva smascherato e aggiunge che l'uomo era in servizio ai tempi dello stupro avvenuto sulla barca di Zan ostacolando la denuncia che volevano presentare lei e Tamara; la donna risulta quindi indagata ma viene rilasciata. Beatrice affronta a muso duro Bonnard perché è troppo condizionato dalla Reali tanto da fargli togliere il caso. Secondo il medico legale Puccini è stato colpito da un oggetto metallico e perciò la versione di Anna non è attendibile: Bonnard cerca di farsi raccontare come sono andate le cose ma la donna non cede. La Puccini scopre che il cellulare di Mia era agganciato alla cella del porto la sera dell'omicidio ma Lorenzo la difende fornendole un falso alibi. Tamara e Mia riescono a scappare insieme dall'ospedale; Anna riesce a trovare l'amica la quale le spiega che non ha intenzione di tornare indietro e di rischiare che anche la figlia venga arrestata. Mia manda una foto a Lorenzo da un camper e il ragazzo lo dice al padre che raggiunge le tre e cerca di parlare con loro quando però sopraggiungono i colleghi. Mia viene messa sotto torchio dalla Puccini, convinta che sia stata lei ad uccidere suo padre, quando l'interrogatorio viene interrotto dall'arrivo dell'ex generale Di Lentini, padre di uno dei violentatori della barca suicidatosi in carcere, che a sorpresa si autoaccusa dell'omicidio anche per scagionare la ragazza poiché è convinto di essere suo nonno. Nel frattempo Tamara viene ricondotta in carcere e una persona misteriosa cancella definitivamente la registrazione delle telecamere del porto che incastrerebbe Anna.
- Ascolti: telespettatori 2 270 000 – share 13,50%[7].

## Quinta puntata

### Episodio 9
- Diretto da: Giulio Manfredonia
- Soggetto di: Eleonora Fiorini, Giorgio Glaviano e Davide Sala
- Scritto da: Eleonora Fiorini e Davide Sala

#### Trama
Luca con un test del DNA appura che Mia non è figlia di Simone Di Lentini e capisce che Gaetano si è preso la colpa per salvare la presunta nipote; inoltre fa ricerche su Fresi e Ristolfi, i due poliziotti che dovevano prendere la denuncia delle ragazze all'epoca. Anna e Luca riprendono quindi a indagare insieme ma vengono speronati da un'auto finendo fuori strada senza gravi conseguenze e i filmati delle telecamere del porto che riprendevano i due poliziotti vengono fatti sparire. Anna racconta prima a Mia e poi a Tamara che il terzo uomo della violenza sulla barca è colui che sta cercando di deviare le loro ricerche. Andrea, il barista della piazzetta, sorprende il figlio baciarsi con Mia al molo e si infuria in modo esagerato; Anna nota la scena e inizia a sospettare che possa essere lui il terzo uomo e quindi il padre della ragazza. Il barista visionando un video nota che Bonnard ha preso un suo bicchiere e al telefono si lamenta con un complice del fatto che possano arrivare a lui. Poco dopo sequestra Mia sulla propria barca perché lei ha sentito la conversazione e chiede spiegazioni.
- Ascolti: telespettatori 2 097 000 – share 12,40%[8].

### Episodio 10
- Diretto da: Giulio Manfredonia
- Soggetto di: Eleonora Fiorini, Giorgio Glaviano e Davide Sala
- Scritto da: Eleonora Fiorini e Davide Sala

#### Trama
Andrea scappa in barca portandosi dietro Mia. La moglie Catia inizia a preoccuparsi per la sua assenza ingiustificata e avvisa Anna la quale, non avendo più notizie di Mia, subito la raggiunge con Luca. L'uomo al telefono con Luca dice che a Mia non succederà niente e chiede di non essere seguito. Il commissario allerta la collega Beatrice la quale chiede l'intervento della guardia costiera per rintracciarli. Mia riesce a liberarsi e a prendere un fucile da sub; Andrea le dice di averla vista uccidere Giuseppe, di aver cancellato le registrazioni che la inchioderebbero e di essere suo padre. Intervengono in tempo Luca e Anna che fermano Andrea, ferito ad una gamba da Mia con il fucile, il quale da subito fa sapere di voler collaborare. Viene però avvicinato da un avvocato d'ufficio che, mostrandogli le foto di moglie e figli, lo spinge a ripensarci. Davanti al PM Andrea accusa Anna e Tamara dell'omicidio di Michela, moglie del commissario. Anna spiega al PM di essere stata adescata e drogata da Michela e di averla colpita per scappare dalla barca. Per la vicenda di Michela prima la sorella Silvia se la prende con il cognato Luca e poi Lorenzo con Anna venendo allontanato a fatica.
- Ascolti: telespettatori 2 097 000 – share 12,40%[8].

## Sesta puntata

### Episodio 11
- Diretto da: Giulio Manfredonia
- Soggetto di: Eleonora Fiorini, Giorgio Glaviano e Davide Sala
- Scritto da: Eleonora Fiorini e Davide Sala

#### Trama
Luca con l'aiuto di Beatrice torna a indagare sulla morte di Ristolfi e su quella di una ragazza diciottenne dell'epoca che aveva ottenuto il permesso di soggiorno grazie allo studio di Zan.
- Ascolti: telespettatori 2 167 000 – share 13,20%[9].

### Episodio 12
- Diretto da: Giulio Manfredonia
- Soggetto di: Eleonora Fiorini, Giorgio Glaviano e Davide Sala
- Scritto da: Eleonora Fiorini e Davide Sala

#### Trama
Nel bosco Rosa Bianchi, insegnante ospite del b&b, soccorre una ragazza in fuga da alcuni uomini che la starebbero sfruttando ma subito questi fermano l'auto della donna e si riprendono la giovane dicendo che è solo confusa. Rosa chiama subito Anna ma si sente male; la Reali le fa visita in ospedale dove viene aggredita da un uomo incappucciato che fugge. Luca scopre che una ragazza di nome Natalia ha ricevuto un posto di lavoro in un CAF di Portoferraio ma in cambio doveva partecipare a delle feste. Anna capisce che il dottor Agnelli sta tenendo di proposito Rosa in coma per impedirle di parlare e Luca lo collega a Natalia. Rosa si risveglia e consegna ad Anna l'anello che la ragazza ha perso nella sua auto. Marta, la figlia della giornalista Stefania Orsini, ha lo stesso tipo di anello e si sta dirigendo a una festa sul Monte Capanne insieme a Lucrezia, la figlia di Andrea Medici, e a Mia, figlia di Tamara, la quale per precauzione avvisa Anna e lascia il proprio cellulare poco fuori dall'ingresso della villa. Anna e l'ispettrice Puccini riescono a rintracciare la villa e a entrare di nascosto salvando Lucrezia mentre sta per essere abusata da un uomo mascherato che si scopre essere l'avvocato di Medici. Subito dopo irrompe la polizia e il dottor Agnelli, dopo aver cercato di scappare portandosi dietro Anna, si suicida all'arrivo di Luca. Mia racconta al PM Maffei che è stata lei e non Di Lentini a uccidere Giuseppe Puccini per salvare Anna e poco dopo lui dispone il non luogo a procedere per i due; invece Tamara viene finalmente rilasciata. Luca però capisce che proprio sua cognata era la complice di Agnelli procurandogli clienti attraverso la sua agenzia: affrontandola scopre che lei era sulla barca con la sorella e che è stato Zan ad ucciderla. Silvia aggiunge che è stata lei ad uccidere l'avvocato per vendetta dopo che era stato sequestrato da Tamara e, mentre sta puntando la pistola contro Luca, viene fermata da Anna. Infine Silvia aiuta gli inquirenti a ricostruire tutti i fatti mentre Anna, Luca e tutti gli altri passano una giornata in serenità al mare.
- Ascolti: telespettatori 2 167 000 – share 13,20%[9].